# Тегервилен
Тегервилен (нем. Tägerwilen) — коммуна в Швейцарии, в кантоне Тургау.
Входит в состав округа Кройцлинген. Население составляет 3640 человек (на 31 декабря 2007 года). Официальный код — 4696.